# Теорема Келі (теорія груп)
Теорема Келі — результат теорії груп, що стверджує, що будь-яка група {\displaystyle (G,\cdot )} є ізоморфна деякій підгрупі групи перестановок елементів {\displaystyle G}. Теорема названа на честь англійського математика Артура Келі.

## Твердження теореми
Нехай {\displaystyle (G,\cdot )}  — деяка група (скінченна чи нескінченна) і позначимо {\displaystyle Sym(G)} її групу перестановок. Тоді твердження теореми можна записати у вигляді
{\displaystyle \exists _{H\subseteq Sym(G)}:G\approx H}. Де позначення {\displaystyle G\approx H} означає ізоморфність групG і H.

## Доведення
Визначимо функцію {\displaystyle \varphi _{g}} так: {\displaystyle \forall _{g\in G}:\varphi _{g}:G\rightarrow G:x\mapsto gx.} Очевидно, що дане відображення є перестановкою (оберненим відображенням є {\displaystyle \varphi _{g}:G\rightarrow G:x\mapsto g^{-1}x.}) тож {\displaystyle H=\left\{\varphi _{g}|g\in G\right\}\subset Sym(G)}.
Визначимо тепер відображення:{\displaystyle T:G\rightarrow H:g\mapsto \varphi _{g}}. Зважаючи, що різним {\displaystyle g\in G} відповідають різні функції {\displaystyle \varphi _{g}} маємо {\displaystyle |H|=|G|} і відображення T є бієктивним. Залишається лиш довести, що T є гомоморфізмом. Це випливає з наступних рівностей:
{\displaystyle \forall _{x\in G}\forall _{g,g'\in G}:T(gg')(x)=\varphi _{gg'}(x)=x\mapsto gg'x=(x\mapsto gx)\circ (x\mapsto g'x)}{\displaystyle =\,\varphi _{g}\circ \varphi _{g'}(x)=\left(T(g)\circ T(g')\right)(x)}
Остаточно з того, що T є бієктивним відображенням і гомоморфізмом одержуємо {\displaystyle G\approx H}

### Українською
- (укр.) Гаврилків В. М. Елементи теорії груп та теорії кілець. — І.-Ф.  : Голіней, 2023. — 153 с.

### Іншими мовами
- Курош А. Г. Теория групп. — 3-е изд. — Москва : Наука, 1967. — 648 с. — ISBN 5-8114-0616-9.(рос.)
- Джозеф Ротман[en]. An Introduction to the Theory of Groups. — 4th. — Springer (Graduate Texts in Mathematics), 1994. — 532 с. — ISBN 978-0387942858.(англ.)